# SMZ (Duitsland)
SMZ is een Duits historisch merk van wegrace-motorfietsen.
De Duitse wereldkampioen Dieter Braun gebruikte in het raceseizoen 1972 een 250cc-racer die door zijn monteurs Sepp Schlögl, Toni Mang en Alfons Zender was gebouwd uit Maico-onderdelen. Deze SMZ 250 was dan een tandemtwin met gekanteld motorblok. De machine, die in vier maanden was ontwikkeld en gebouwd, was zelfs redelijk succesvol, met zelfs bijna een overwinning in Duitsland. Steeds stonden echter kleinigheden het succes in de weg en een doorontwikkeling voor 1973 had waarschijnlijk goede resultaten opgeleverd. Braun moest echter alles zelf financieren en besloot het project na 1972 te stoppen. De SMZ bleef echter bestaan en in het seizoen 1975 kwam Toni Mang met een 350cc-versie aan de start.